# Kernkraftwerk Catawba
Das Kernkraftwerk Catawba (englisch Catawba Nuclear Generating Station) im York County im US-Bundesstaat South Carolina liegt 57 Kilometer südlich von Charlotte und 115 Kilometer nordöstlich von Spartanburg. Es hat zwei von Westinghouse gebaute Druckwasserreaktoren, deren Bau am 1. Mai 1974 begonnen wurde.
Reaktor 1 wurde am 22. Januar 1985, Reaktor 2 am 18. Mai 1986 mit dem Stromnetz synchronisiert.

## Allgemeines
Das auf einer 391 Hektar großen Halbinsel liegende Kraftwerk Catawba besitzt die stärksten Reaktoren der USA und ist das Kernkraftwerk mit der drittgrößten Leistung in den USA.

## Störungen
Im August 1985 wurde bei der Reparatur einer Kontrolllampe zufällig entdeckt, dass die Notstromversorgung des Kernkraftwerks nicht funktionierte.
Im Oktober 2007 sowie im Mai und Oktober 2013 wurden Lecks gefunden, aus denen mit Tritium kontaminiertes Wasser ausgetreten war.

## Daten der Reaktorblöcke
Das Kernkraftwerk Catawba hat zwei Blöcke:
| Reaktorblock | Reaktortyp         | Netto- leistung | Brutto- leistung | Baubeginn  | Netzsyn- chronisation | Kommer- zieller Betrieb | Abschal- tung  |
| ------------ | ------------------ | --------------- | ---------------- | ---------- | --------------------- | ----------------------- | -------------- |
| Catawba-1    | Druckwasserreaktor | 1129 MW         | 1188 MW          | 01.05.1974 | 22.01.1985            | 29.06.1985              | (2043 geplant) |
| Catawba-2    | Druckwasserreaktor | 1129 MW         | 1188 MW          | 01.05.1974 | 18.05.1986            | 19.08.1986              | (2043 geplant) |